# Rhypholophus malickyi
Rhypholophus malickyi är en tvåvingeart som först beskrevs av Mendl 1975.  Rhypholophus malickyi ingår i släktet Rhypholophus och familjen småharkrankar. Inga underarter finns listade i Catalogue of Life.